# 小浜和己
小浜 和己（こはま かずき、1987年7月24日 - ）は、日本の元ラグビー選手。現在ジャパンラグビーリーグワンリコーブラックラムズ東京の採用担当を務めている。

## プロフィール
- 茨城県守谷市出身。
- ポジションはセンター(CTB)。
- 身長 183 cm、体重 85 kg
- ニックネームはハマ。

## 略歴
3歳からラグビーを始めた。
2006年、流経大柏高校卒業後、流通経済大学に入る。
2010年、流通経済大学卒業後、リコーブラックラムズに加入。
2012年12月15日に行われたジャパンラグビートップリーグ第11節のNTTドコモレッドハリケーンズ戦に途中出場で公式戦初出場を果たす。
2013年、ニュージーランドへの海外研修に参加した。
2018年、リコーブラックラムズを退団した。